# Траулер-сейнер морозильный типа «Орлёнок»
Траулеры-сейнеры морозильные типа «Орлёнок» (проект Атлантик 333) — серия рыболовных траулеров, построенных в период с 1981 по 1984 год на судостроительном заводе «Volkswerft VEB» в Штральзунде, ГДР. Всего было построено 84 судна этого типа.
Предназначались для лова рыбы с помощью донного и разноглубинного тралов или кошелькового невода в морской и океанической промысловых зонах, переработки рыбы в мороженую продукцию с возможностью хранения или передачи её на транспортные рефрижераторы и береговые пункты приёма. На траулерах также размещались производственные линии для выработки полуфабриката медицинского жира из печени рыб, кормовой рыбной муки и технического жира.
Надстройка и размещенная в ней ходовая рубка, а также бытовые и часть производственных помещений расположены в носовой части корпуса. Машинное отделение размещено в центральной его части. На рабочей палубе, начинающейся за надстройкой, расположены ваерная лебедка с барабанами для ваеров (стальных тросов), два П — образных металлических портала, несущих блоки для работы с тралом. В корме судна имеется слип (специальный наклонный участок палубы по которому осуществляется спуск и подъём трала). Перед надстройкой, в носовой части траулера расположена дополнительная сейнерная лебедка, необходимая для работы с кошельковым неводом.
На судах есть рефрижераторный трюм объёмом 507 кубических метров, с температурой охлаждения −28 градусов. Технологическое оборудование судна позволяет производить до 30 тонн мороженой рыбы; 12 тонн рыбной муки и технического жира; 4,8 тонны медицинского рыбьего жира в сутки (в зависимости от качества сырья).
Траулеры типа «Орлёнок» могут автономно работать в море до 34 суток.